# Список астероїдів (11801—11900)
| Назва                              | Тимчасове позначення | Дата відкриття    | Місце відкриття                 | Відкривач                            |
| ---------------------------------- | -------------------- | ----------------- | ------------------------------- | ------------------------------------ |
| (11801) 1981 EL5                   | 1981 EL5             | 2 березня 1981    | Обсерваторія Сайдинг-Спрінг     | Ш. Дж. Бас                           |
| (11802) 1981 EP12                  | 1981 EP12            | 1 березня 1981    | Обсерваторія Сайдинг-Спрінг     | Ш. Дж. Бас                           |
| (11803) 1981 ES12                  | 1981 ES12            | 1 березня 1981    | Обсерваторія Сайдинг-Спрінг     | Ш. Дж. Бас                           |
| (11804) 1981 EE13                  | 1981 EE13            | 1 березня 1981    | Обсерваторія Сайдинг-Спрінг     | Ш. Дж. Бас                           |
| (11805) 1981 EL13                  | 1981 EL13            | 1 березня 1981    | Обсерваторія Сайдинг-Спрінг     | Ш. Дж. Бас                           |
| (11806) 1981 EF14                  | 1981 EF14            | 1 березня 1981    | Обсерваторія Сайдинг-Спрінг     | Ш. Дж. Бас                           |
| (11807) 1981 EH17                  | 1981 EH17            | 1 березня 1981    | Обсерваторія Сайдинг-Спрінг     | Ш. Дж. Бас                           |
| (11808) 1981 EM17                  | 1981 EM17            | 1 березня 1981    | Обсерваторія Сайдинг-Спрінг     | Ш. Дж. Бас                           |
| (11809) 1981 EG18                  | 1981 EG18            | 2 березня 1981    | Обсерваторія Сайдинг-Спрінг     | Ш. Дж. Бас                           |
| (11810) 1981 EV18                  | 1981 EV18            | 2 березня 1981    | Обсерваторія Сайдинг-Спрінг     | Ш. Дж. Бас                           |
| (11811) 1981 EH19                  | 1981 EH19            | 2 березня 1981    | Обсерваторія Сайдинг-Спрінг     | Ш. Дж. Бас                           |
| (11812) 1981 EL20                  | 1981 EL20            | 2 березня 1981    | Обсерваторія Сайдинг-Спрінг     | Ш. Дж. Бас                           |
| (11813) 1981 EQ23                  | 1981 EQ23            | 3 березня 1981    | Обсерваторія Сайдинг-Спрінг     | Ш. Дж. Бас                           |
| (11814) 1981 EW26                  | 1981 EW26            | 2 березня 1981    | Обсерваторія Сайдинг-Спрінг     | Ш. Дж. Бас                           |
| (11815) 1981 EG31                  | 1981 EG31            | 2 березня 1981    | Обсерваторія Сайдинг-Спрінг     | Ш. Дж. Бас                           |
| (11816) 1981 EX32                  | 1981 EX32            | 1 березня 1981    | Обсерваторія Сайдинг-Спрінг     | Ш. Дж. Бас                           |
| (11817) 1981 EQ34                  | 1981 EQ34            | 2 березня 1981    | Обсерваторія Сайдинг-Спрінг     | Ш. Дж. Бас                           |
| (11818) 1981 EK35                  | 1981 EK35            | 2 березня 1981    | Обсерваторія Сайдинг-Спрінг     | Ш. Дж. Бас                           |
| (11819) 1981 ER35                  | 1981 ER35            | 2 березня 1981    | Обсерваторія Сайдинг-Спрінг     | Ш. Дж. Бас                           |
| (11820) 1981 EP38                  | 1981 EP38            | 1 березня 1981    | Обсерваторія Сайдинг-Спрінг     | Ш. Дж. Бас                           |
| (11821) 1981 EG44                  | 1981 EG44            | 6 березня 1981    | Обсерваторія Сайдинг-Спрінг     | Ш. Дж. Бас                           |
| (11822) 1981 TK                    | 1981 TK              | 6 жовтня 1981     | Обсерваторія Клеть              | Зденька Ваврова                      |
| 11823 Крістен (Christen)           | 1981 VF              | 2 листопада 1981  | Станція Андерсон-Меса           | Браян Скіфф                          |
| 11824 Алпаїдзе (Alpaidze)          | 1982 SO5             | 16 вересня 1982   | КрАО                            | Черних Людмила Іванівна              |
| (11825) 1982 UW1                   | 1982 UW1             | 16 жовтня 1982    | Обсерваторія Клеть              | Антонін Мркос                        |
| 11826 Юрійгромов (Yurijgromov)     | 1982 UR10            | 25 жовтня 1982    | КрАО                            | Журавльова Людмила Василівна         |
| 11827 Васюдзан (Wasyuzan)          | 1982 VD5             | 14 листопада 1982 | Обсерваторія Кісо               | Хірокі Косаї, Кіїтіро Фурукава       |
| 11828 Vargha                       | 1984 DZ              | 26 лютого 1984    | Обсерваторія Ла-Сілья           | Анрі Дебеонь                         |
| 11829 Tuvikene                     | 1984 EU1             | 4 березня 1984    | Обсерваторія Ла-Сілья           | Анрі Дебеонь                         |
| 11830 Джесініус (Jessenius)        | 1984 JE              | 2 травня 1984     | Обсерваторія Клеть              | Антонін Мркос                        |
| (11831) 1984 SF3                   | 1984 SF3             | 28 вересня 1984   | Станція Андерсон-Меса           | Браян Скіфф                          |
| 11832 Pustylnik                    | 1984 SC6             | 21 вересня 1984   | Обсерваторія Ла-Сілья           | Анрі Дебеонь                         |
| 11833 Діксон (Dixon)               | 1985 RW              | 13 вересня 1985   | Обсерваторія Кітт-Пік           | Spacewatch                           |
| (11834) 1985 RQ3                   | 1985 RQ3             | 7 вересня 1985    | Обсерваторія Ла-Сілья           | Анрі Дебеонь                         |
| (11835) 1985 RA4                   | 1985 RA4             | 10 вересня 1985   | Обсерваторія Ла-Сілья           | Анрі Дебеонь                         |
| 11836 Ейлін (Eileen)               | 1986 CB              | 5 лютого 1986     | Паломарська обсерваторія        | Керолін Шумейкер, Юджин Шумейкер     |
| (11837) 1986 GD                    | 1986 GD              | 2 квітня 1986     | Обсерваторія Брорфельде         | Поуль Єнсен                          |
| (11838) 1986 PJ1                   | 1986 PJ1             | 1 серпня 1986     | Паломарська обсерваторія        | Е. Гелін                             |
| (11839) 1986 QX1                   | 1986 QX1             | 27 серпня 1986    | Обсерваторія Ла-Сілья           | Анрі Дебеонь                         |
| (11840) 1986 QR2                   | 1986 QR2             | 28 серпня 1986    | Обсерваторія Ла-Сілья           | Анрі Дебеонь                         |
| (11841) 1986 VW                    | 1986 VW              | 3 листопада 1986  | Обсерваторія Клеть              | Антонін Мркос                        |
| 11842 Кап'бос (Kap'bos)            | 1987 BR1             | 22 січня 1987     | Обсерваторія Ла-Сілья           | Ерік Вальтер Ельст                   |
| (11843) 1987 DM6                   | 1987 DM6             | 23 лютого 1987    | Обсерваторія Ла-Сілья           | Анрі Дебеонь                         |
| 11844 Оствальд (Ostwald)           | 1987 QW2             | 22 серпня 1987    | Обсерваторія Ла-Сілья           | Ерік Вальтер Ельст                   |
| (11845) 1987 RZ                    | 1987 RZ              | 12 вересня 1987   | Обсерваторія Ла-Сілья           | Анрі Дебеонь                         |
| 11846 Верміннен (Verminnen)        | 1987 SE3             | 21 вересня 1987   | Смолян                          | Ерік Вальтер Ельст                   |
| 11847 Вінкельман (Winckelmann)     | 1988 BY2             | 20 січня 1988     | Обсерваторія Карла Шварцшильда  | Ф. Бернґен                           |
| 11848 Польлюка (Paullouka)         | 1988 CW2             | 11 лютого 1988    | Обсерваторія Ла-Сілья           | Ерік Вальтер Ельст                   |
| 11849 Фовел (Fauvel)               | 1988 CF7             | 15 лютого 1988    | Обсерваторія Ла-Сілья           | Ерік Вальтер Ельст                   |
| (11850) 1988 EY1                   | 1988 EY1             | 13 березня 1988   | Обсерваторія Брорфельде         | Поуль Єнсен                          |
| (11851) 1988 PD1                   | 1988 PD1             | 14 серпня 1988    | Паломарська обсерваторія        | Паломарська обсерваторія             |
| 11852 Шоумен (Shoumen)             | 1988 RD              | 10 вересня 1988   | Смолян                          | Володимир Шкодров, Віолета Іванова   |
| 11853 Рунґе (Runge)                | 1988 RV1             | 7 вересня 1988    | Обсерваторія Карла Шварцшильда  | Ф. Бернґен                           |
| 11854 Людвігрічтер (Ludwigrichter) | 1988 RM3             | 8 вересня 1988    | Обсерваторія Карла Шварцшильда  | Ф. Бернґен                           |
| 11855 Преллер (Preller)            | 1988 RS3             | 8 вересня 1988    | Обсерваторія Карла Шварцшильда  | Ф. Бернґен                           |
| 11856 Ніколабонев (Nicolabonev)    | 1988 RM8             | 11 вересня 1988   | Смолян                          | Віолета Іванова, Володимир Шкодров   |
| (11857) 1988 RK9                   | 1988 RK9             | 1 вересня 1988    | Обсерваторія Ла-Сілья           | Анрі Дебеонь                         |
| (11858) 1988 RC11                  | 1988 RC11            | 14 вересня 1988   | Обсерваторія Серро Тололо       | Ш. Дж. Бас                           |
| (11859) 1988 SN1                   | 1988 SN1             | 16 вересня 1988   | Обсерваторія Серро Тололо       | Ш. Дж. Бас                           |
| 11860 Уедасатосі (Uedasatoshi)     | 1988 UP              | 16 жовтня 1988    | Обсерваторія Кітамі             | Кін Ендате, Кадзуро Ватанабе         |
| (11861) 1988 VY2                   | 1988 VY2             | 10 листопада 1988 | YGCO (станція Тійода)           | Такуо Кодзіма                        |
| (11862) 1988 XB2                   | 1988 XB2             | 7 грудня 1988     | Обсерваторія Ґекко              | Йошіакі Ошіма                        |
| (11863) 1989 EX                    | 1989 EX              | 8 березня 1989    | Окутама                         | Цуному Хіокі, Нобухіро Кавасато      |
| (11864) 1989 NH1                   | 1989 NH1             | 10 липня 1989     | Паломарська обсерваторія        | Кеннетт Цайґлер                      |
| (11865) 1989 SC                    | 1989 SC              | 23 вересня 1989   | Обсерваторія Кані               | Йосікане Мідзуно, Тошімата Фурута    |
| (11866) 1989 SL12                  | 1989 SL12            | 30 вересня 1989   | Обсерваторія Ла-Сілья           | Анрі Дебеонь                         |
| (11867) 1989 TW                    | 1989 TW              | 4 жовтня 1989     | Тойота                          | Кендзо Судзукі, Тошімата Фурута      |
| 11868 Кляйнріхерт (Kleinrichert)   | 1989 TY              | 2 жовтня 1989     | Обсерваторія МДМ                | Річард Бінзел                        |
| (11869) 1989 TS2                   | 1989 TS2             | 3 жовтня 1989     | Обсерваторія Серро Тололо       | Ш. Дж. Бас                           |
| 11870 Свеї (Sverige)               | 1989 TC3             | 7 жовтня 1989     | Обсерваторія Ла-Сілья           | Ерік Вальтер Ельст                   |
| 11871 Норж (Norge)                 | 1989 TP7             | 7 жовтня 1989     | Обсерваторія Ла-Сілья           | Ерік Вальтер Ельст                   |
| (11872) 1989 WR                    | 1989 WR              | 20 листопада 1989 | Обсерваторія Кушіро             | Сейджі Уеда, Хіроші Канеда           |
| 11873 Kokuseibi                    | 1989 WS2             | 30 листопада 1989 | Обсерваторія Кушіро             | Масанорі Мацумаяма, Кадзуро Ватанабе |
| 11874 Ґрінґауз (Gringauz)          | 1989 XD1             | 2 грудня 1989     | Обсерваторія Ла-Сілья           | Ерік Вальтер Ельст                   |
| 11875 Рона (Rhone)                 | 1989 YG5             | 28 грудня 1989    | Обсерваторія Верхнього Провансу | Ерік Вальтер Ельст                   |
| 11876 Донкарпентер (Doncarpenter)  | 1990 EM1             | 2 березня 1990    | Обсерваторія Ла-Сілья           | Ерік Вальтер Ельст                   |
| (11877) 1990 EL8                   | 1990 EL8             | 5 березня 1990    | Обсерваторія Ла-Сілья           | Анрі Дебеонь                         |
| 11878 Ханаміяма (Hanamiyama)       | 1990 HJ              | 18 квітня 1990    | Обсерваторія Ґейсей             | Тсутому Секі                         |
| (11879) 1990 QR1                   | 1990 QR1             | 22 серпня 1990    | Паломарська обсерваторія        | Генрі Гольт                          |
| (11880) 1990 QQ4                   | 1990 QQ4             | 24 серпня 1990    | Паломарська обсерваторія        | Генрі Гольт                          |
| 11881 Мирстейшен (Mirstation)      | 1990 QO6             | 20 серпня 1990    | Обсерваторія Ла-Сілья           | Ерік Вальтер Ельст                   |
| (11882) 1990 RA3                   | 1990 RA3             | 14 вересня 1990   | Паломарська обсерваторія        | Генрі Гольт                          |
| (11883) 1990 RD5                   | 1990 RD5             | 15 вересня 1990   | Паломарська обсерваторія        | Генрі Гольт                          |
| (11884) 1990 RD6                   | 1990 RD6             | 8 вересня 1990    | Обсерваторія Ла-Сілья           | Анрі Дебеонь                         |
| 11885 Summanus                     | 1990 SS              | 25 вересня 1990   | Обсерваторія Кітт-Пік           | Spacewatch                           |
| 11886 Краске (Kraske)              | 1990 TT10            | 10 жовтня 1990    | Обсерваторія Карла Шварцшильда  | Лутц Шмадель, Ф. Бернґен             |
| 11887 Echemmon                     | 1990 TV12            | 14 жовтня 1990    | Обсерваторія Карла Шварцшильда  | Ф. Бернґен, Лутц Шмадель             |
| (11888) 1990 UD3                   | 1990 UD3             | 19 жовтня 1990    | Обсерваторія Дінік              | Ацуші Суґіе                          |
| (11889) 1991 AH2                   | 1991 AH2             | 7 січня 1991      | Обсерваторія Сайдинг-Спрінг     | Роберт Макнот                        |
| (11890) 1991 FF                    | 1991 FF              | 18 березня 1991   | Обсерваторія Сайдинг-Спрінг     | Роберт Макнот                        |
| (11891) 1991 FJ2                   | 1991 FJ2             | 20 березня 1991   | Обсерваторія Ла-Сілья           | Анрі Дебеонь                         |
| (11892) 1991 FT2                   | 1991 FT2             | 20 березня 1991   | Обсерваторія Ла-Сілья           | Анрі Дебеонь                         |
| (11893) 1991 FZ2                   | 1991 FZ2             | 20 березня 1991   | Обсерваторія Ла-Сілья           | Анрі Дебеонь                         |
| (11894) 1991 GW                    | 1991 GW              | 3 квітня 1991     | Обсерваторія Уенохара           | Нобухіро Кавасато                    |
| 11895 Дегант (Dehant)              | 1991 GU3             | 8 квітня 1991     | Обсерваторія Ла-Сілья           | Ерік Вальтер Ельст                   |
| 11896 Кемелбік (Camelbeeck)        | 1991 GP6             | 8 квітня 1991     | Обсерваторія Ла-Сілья           | Ерік Вальтер Ельст                   |
| 11897 Лемер (Lemaire)              | 1991 GC7             | 8 квітня 1991     | Обсерваторія Ла-Сілья           | Ерік Вальтер Ельст                   |
| 11898 Дедеін (Dedeyn)              | 1991 GM9             | 10 квітня 1991    | Обсерваторія Ла-Сілья           | Ерік Вальтер Ельст                   |
| 11899 Вайль (Weill)                | 1991 GJ10            | 9 квітня 1991     | Обсерваторія Карла Шварцшильда  | Ф. Бернґен                           |
| 11900 Spinoy                       | 1991 LV2             | 6 червня 1991     | Обсерваторія Ла-Сілья           | Ерік Вальтер Ельст                   |

| ← Астероїди 10001—20000 → |             |             |             |             |             |             |             |             |             |
| 10001—10100               | 11001—11100 | 12001—12100 | 13001—13100 | 14001—14100 | 15001—15100 | 16001—16100 | 17001—17100 | 18001—18100 | 19001—19100 |
| 10101—10200               | 11101—11200 | 12101—12200 | 13101—13200 | 14101—14200 | 15101—15200 | 16101—16200 | 17101—17200 | 18101—18200 | 19101—19200 |
| 10201—10300               | 11201—11300 | 12201—12300 | 13201—13300 | 14201—14300 | 15201—15300 | 16201—16300 | 17201—17300 | 18201—18300 | 19201—19300 |
| 10301—10400               | 11301—11400 | 12301—12400 | 13301—13400 | 14301—14400 | 15301—15400 | 16301—16400 | 17301—17400 | 18301—18400 | 19301—19400 |
| 10401—10500               | 11401—11500 | 12401—12500 | 13401—13500 | 14401—14500 | 15401—15500 | 16401—16500 | 17401—17500 | 18401—18500 | 19401—19500 |
| 10501—10600               | 11501—11600 | 12501—12600 | 13501—13600 | 14501—14600 | 15501—15600 | 16501—16600 | 17501—17600 | 18501—18600 | 19501—19600 |
| 10601—10700               | 11601—11700 | 12601—12700 | 13601—13700 | 14601—14700 | 15601—15700 | 16601—16700 | 17601—17700 | 18601—18700 | 19601—19700 |
| 10701—10800               | 11701—11800 | 12701—12800 | 13701—13800 | 14701—14800 | 15701—15800 | 16701—16800 | 17701—17800 | 18701—18800 | 19701—19800 |
| 10801—10900               | 11801—11900 | 12801—12900 | 13801—13900 | 14801—14900 | 15801—15900 | 16801—16900 | 17801—17900 | 18801—18900 | 19801—19900 |
| 10901—11000               | 11901—12000 | 12901—13000 | 13901—14000 | 14901—15000 | 15901—16000 | 16901—17000 | 17901—18000 | 18901—19000 | 19901—20000 |